# 凫庄
凫庄，位于扬州市瘦西湖五亭桥东南侧湖中，建于1921年，为光绪进士、刑部主事陈咸庆之后、扬州乡绅陈臣朔（1892—1960）别墅。凫庄因形似野鸭浮水而得名，出自屈原《楚辞》。它占地较小，而以亭榭廊阁、山池木石规划布置精巧玲珑著称。凫庄列为扬州市文物保护单位。